# Comuna Vârtop, Dolj
Vârtop este o comună în județul Dolj, Oltenia, România, formată numai din satul de reședință cu același nume. Comuna este situată la 42 de kilometri de Craiova. Din municipiu se poate ajuge cu masina pe dumul spre Cetate.

## Demografie
Componența etnică a comunei Vârtop
     Români (88,84%)
     Romi (1,5%)
     Alte etnii (0%)
     Necunoscută (9,66%)
Componența confesională a comunei Vârtop
     Ortodocși (89,98%)
     Alte religii (0,12%)
     Necunoscută (9,9%)
Conform recensământului efectuat în 2021, populația comunei Vârtop se ridică la 1.666 de locuitori, în creștere față de recensământul anterior din 2011, când fuseseră înregistrați 1.658 de locuitori. Majoritatea locuitorilor sunt români (88,84%), cu o minoritate de romi (1,5%), iar pentru 9,66% nu se cunoaște apartenența etnică. Din punct de vedere confesional, majoritatea locuitorilor sunt ortodocși (89,98%), iar pentru 9,9% nu se cunoaște apartenența confesională.

## Politică și administrație
Comuna Vârtop este administrată de un primar și un consiliu local compus din 11 consilieri. Primarul, Constantin Dobrescu[*], de la Partidul Social Democrat, este în funcție din 2012. Începând cu alegerile locale din 2024, consiliul local are următoarea componență pe partide politice:
|  | Partid                    | Consilieri | Componența Consiliului | Componența Consiliului | Componența Consiliului | Componența Consiliului | Componența Consiliului |
|  | ------------------------- | ---------- | ---------------------- | ---------------------- | ---------------------- | ---------------------- | ---------------------- |
|  | Partidul Național Liberal | 5          |                        |                        |                        |                        |                        |
|  | Partidul Social Democrat  | 5          |                        |                        |                        |                        |                        |
|  | Forța Dreptei             | 1          |                        |                        |                        |                        |                        |